# Chlidichthys inornatus
Espèce
Chlidichthys inornatus est une espèce de poissons osseux de la famille des Pseudochromidae.

## Description
Chlidichthys inornatus possède un corps allongé légèrement compressé latéralement. Il est doté d'une longue nageoire dorsale et d'yeux proéminents. Sa livrée est uniforme et va du jaune au gris clair. C'est un petit poisson dont la taille maximale est de 4 cm.

## Distribution & habitat
Chlidichthys inornatus est endémique  aux côtes du Sri Lanka ainsi qu'aux archipels des Maldives et des Chagos dans l'Océan Indien,.

## Biologie
Chlidichthys inornatus vit en couple et toujours à proximité directe d'un abri sur le récif en eau peu profonde. Il a un régime alimentaire carnivore se composant de petits invertébrés et de petits poissons.